# Dasymys nudipes
Dasymys nudipes — вид гризунів родини мишевих (Muridae). Зустрічається в Анголі, Ботсвані, Намібії та Замбії. Його природні середовища існування — субтропічні або тропічні сезонно вологі або затоплені низинні луки та болота. Йому загрожує втрата середовища проживання.

## Опис
Будучи найбільшим представником роду, вид досягає довжини голови й тулуба від 152 до 205 мм, довжини хвоста від 140 до 186 мм і ваги від 102 до 164 г. Довжина задніх лап становить від 39 до 45 мм, а довжина вух — від 21 до 24 мм. Волосяний покрив на верхній стороні складається з волосків, які мають пурпурний колір біля коренів і охристий на кінчиках. Це призводить до оливково-коричневого вигляду з більш темною середньою спиною, яка є майже чорно-коричневою. Хутро на нижній стороні світло-сіре. Відносно малі й темні вуха волохаті. На темно-коричневому хвості велика луска і дрібні, майже непомітні волоски.

## Спосіб життя
Конструкція цього наземного гризуна являє собою куполоподібну структуру з трави та інших частин рослин, яка з'єднана з коротким тунелем. Екземпляри ведуть переважно нічний спосіб життя і частіше відвідують воду. Їжею служать свіжі пагони очерету і трав, зрідка доповнені комахами. Від пізнього сухого сезону до кінця сезону дощів відомі вагітні самки та гнізда з дитинчатами.